# William C. Gorgas

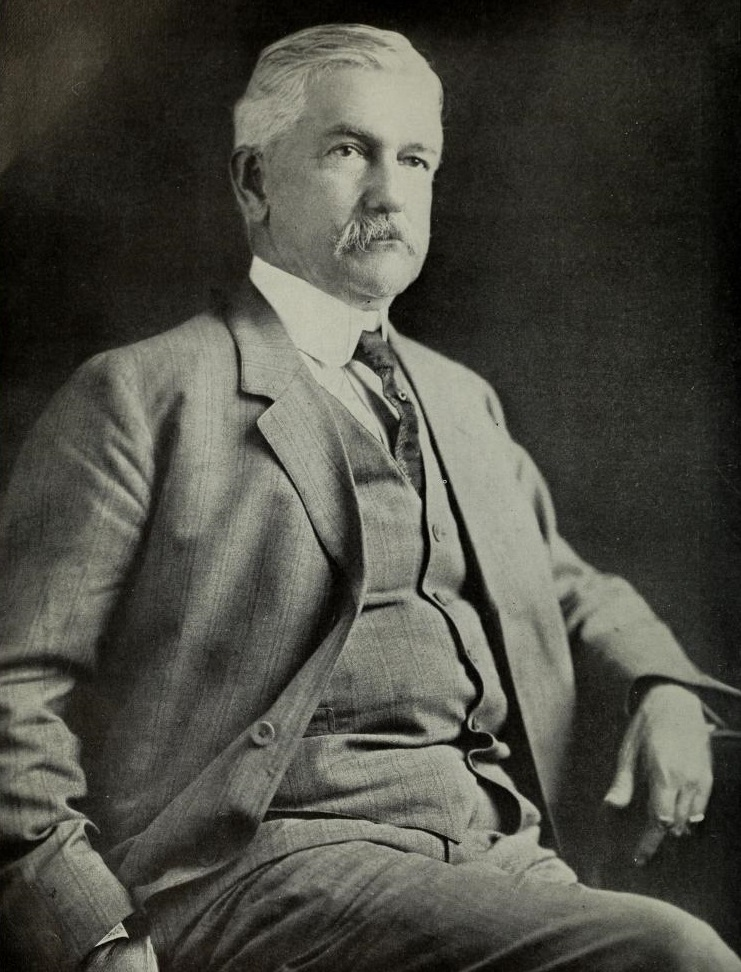
William Crawford Gorgas

William Crawford Gorgas KCMG (Toulminville, Alabama, 3 de outubro de 1854 - Londres, Inglaterra, 3 de julho de 1920) foi um médico do Exército dos Estados Unidos e 22º Cirurgião Geral do Exército dos EUA (1914-1918). Ele é mais conhecido por seu trabalho na Flórida, Havana e no Canal do Panamá para reduzir a transmissão da febre amarela e da malária, controlando os mosquitos que carregam essas doenças. Na época, sua estratégia foi recebida com considerável ceticismo e oposição a tais medidas de higiene. No entanto, as medidas que ele colocou em prática como chefe da Comissão de Saneamento da Zona do Canal do Panamá salvaram milhares de vidas e contribuíram para o sucesso da construção do Canal.
Ele era um georgista e argumentou que adotar o popular 'imposto único' de Henry George seria uma maneira de trazer condições sanitárias de vida, especialmente para os pobres.

## Início da vida e educação
Nascido em Toulminville, Alabama, Gorgas foi o primeiro dos seis filhos de Josiah Gorgas e Amelia Gayle Gorgas. Depois de estudar na Universidade do Sul e na Faculdade de Medicina do Hospital Bellevue, o Dr. Gorgas foi nomeado para o Corpo Médico do Exército dos EUA em junho de 1880.

## Carreira militar
Ele foi designado para três cargos — Fort Clark, Fort Duncan e Fort Brown — no Texas. Enquanto em Fort Brown (1882-1884), Gorgas sobreviveu a um episódio de febre amarela. Ele conheceu Marie Cook Doughty, que também contraiu a doença no mesmo local e horário. Os caixões foram designados para os dois, mas eles se recuperaram juntos, formando um vínculo e logo se casaram.

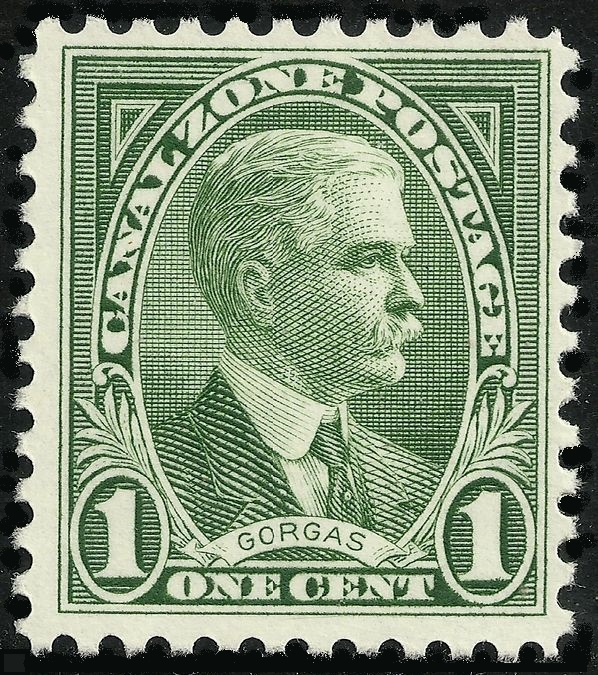
Maj. Gen. William C. Gorgas, homenageado no Canal Zone Postage

Em 1898, após o fim da Guerra Hispano-Americana, Gorgas foi nomeado Diretor Sanitário em Havana, onde ele e Robert Ernest Noble trabalharam para erradicar a febre amarela e a malária. Gorgas aproveitou o importante trabalho de outro médico do Exército, o major Walter Reed, que construiu grande parte de seu trabalho sobre as ideias do médico cubano, Carlos Finlay, para provar a transmissão da febre amarela por mosquitos. Por meio de seus esforços para drenar os lagos de reprodução do mosquito Aedes e colocar em quarentena os pacientes com febre amarela em salas de serviço rastreadas, os casos em Havana caíram de 784 para zero em um ano. Ele ganhou fama internacional lutando contra a doença, que era então o flagelo dos climas tropicais e subtropicais. Trabalhou na Flórida, depois em Havana, Cuba e, finalmente, em 1904, no local da construção do Canal do Panamá.
Como diretor sanitário do projeto do canal, Gorgas implementou programas sanitários de longo alcance, incluindo a drenagem de lagoas e pântanos, fumigação, uso de mosquiteiros e construção de sistemas públicos de água. Essas medidas foram fundamentais para permitir a construção do Canal do Panamá, pois evitaram significativamente doenças causadas por febre amarela e malária (que também se mostraram transmitidas por mosquitos em 1898) entre os milhares de trabalhadores envolvidos no projeto de construção.
Gorgas serviu como presidente da Associação Médica Americana em 1909-10. Ele foi nomeado Cirurgião Geral do Exército em 1914. Nesse mesmo ano, Gorgas e George Washington Goethals foram premiados com a primeira Medalha de Bem-Estar Público da Academia Nacional de Ciências.
Gorgas se aposentou do Exército em 1918, tendo atingido a idade de aposentadoria obrigatória de 64 anos.

## Vida pessoal
Ele era casado com Marie Cook Doughty (1862-1929) de Cincinnati. Ele está enterrado com ela no Cemitério Nacional de Arlington, em Arlington, Virgínia.

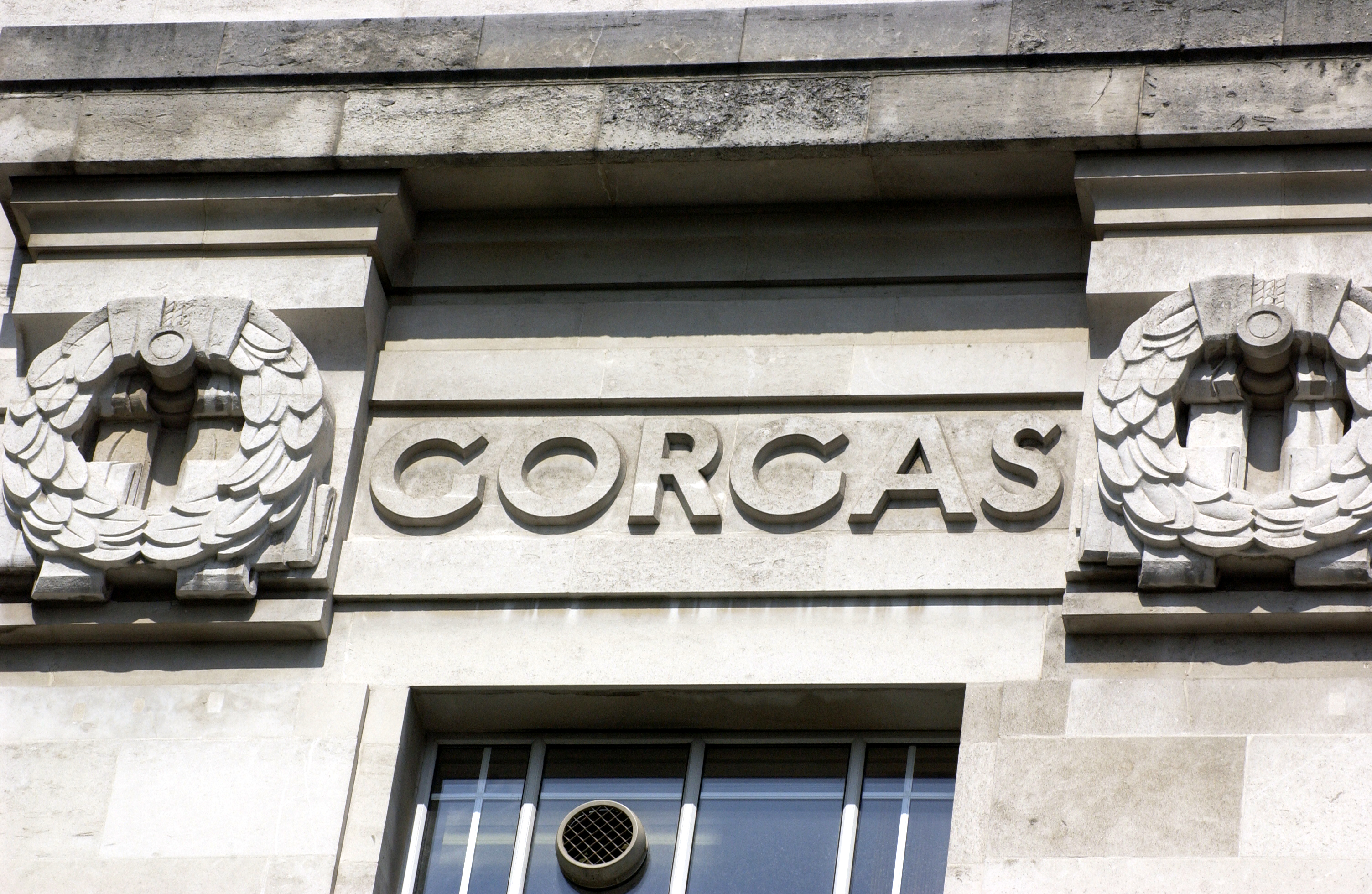
Nome de William C. Gorgas como é apresentado no friso LSHTM

## Morte e legado
- Ele recebeu um título de cavaleiro honorário (KCMG) do rei George V no Hospital Militar Rainha Alexandra no Reino Unido pouco antes de sua morte lá em 3 de julho de 1920.[10] Ele recebeu um funeral especial na Catedral de São Paulo.[11]

- O nome de Gorgas aparece no Frieze da London School of Hygiene & Tropical Medicine. Vinte e três nomes de pioneiros da saúde pública e da medicina tropical foram escolhidos para figurar no prédio da escola na Keppel Street quando foi construído em 1926.[12]
- Gorgas, Alabama foi nomeado após ele.[13]
- Seu nome foi homenagedo em uma espécie de morcego (Chiroderma gorgasi) e uma de rato-silvestre (Oryzomys gorgasi), ambas da América Central.

## Leitura adicional

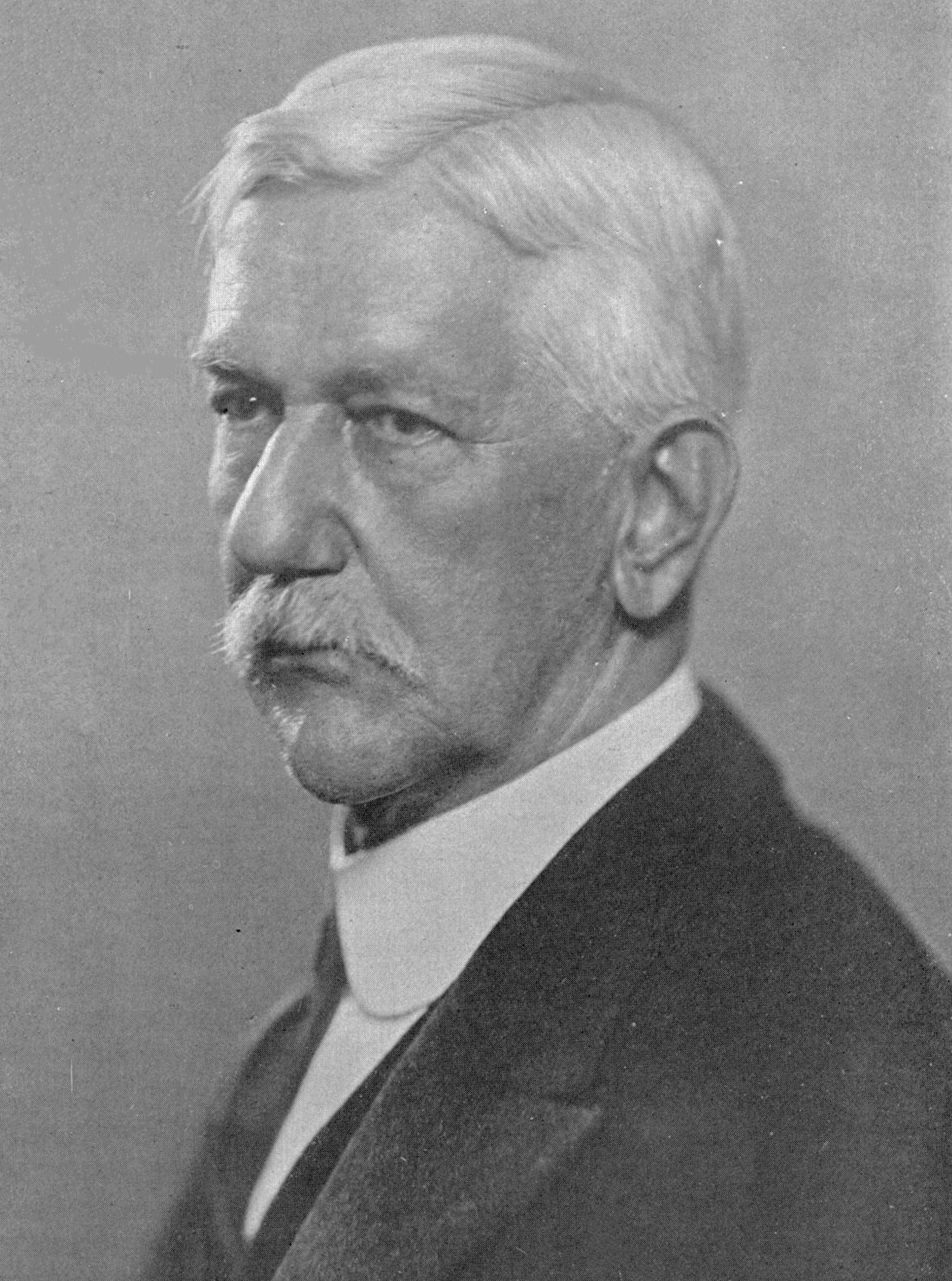
Fotografia de Gorgas publicada no obituário Mensal Científico de 1920